# Taşpınar (Yeşilova)
Taşpınar est un village situé dans le district de Yeşilova de la province de Burdur en Turquie.

## Géographie
Le village se situe à 71 km de la ville de Burdur et à 16 km de Yeşilova. Yukarıkırlı et Bayındır sont des villages voisins situés sur la route entre Yeşilova et Çardak.

## Climat
Le climat régnant est le climat méditerranéen.

## Population
| Population du village au fil des années | Population du village au fil des années |
| --------------------------------------- | --------------------------------------- |
| 2010                                    | 130                                     |
| 2007                                    | 131                                     |
| 2000                                    | 142                                     |
| 1997                                    | 134                                     |

## Économie
L'économie du village est basé sur l'agriculture et l'élevage.